# Georges Montbard
Pour les articles homonymes, voir Montbard.
Georges Montbard, pseudonyme de Charles Auguste Loye, né à Montbard le 2 août 1841 et mort à Dinard le 5 août 1905, est un caricaturiste, dessinateur, artiste peintre et aquafortiste français.

## Biographie
Georges Montbard est le fils de Charles Auguste Loye, né le 14 septembre 1815 à Dijon,[réf. nécessaire], âgé de 25 ans à sa naissance, contrôleur des contributions de Châtellerault, dans le département de la Nièvre, et de Marie Léopoldine Gaveau, née le 13 août 1819 à Montbard.
Sous le Second Empire, Georges Montbard publie une caricature de Victor Hugo en 1867 dans Le Masque, semaine théâtrale illustrée, première année, no 15, jeudi 20 juin 1867, et une autre de Sainte-Beuve dans le même journal. Puis dans Gulliver, journal hebdomadaire illustré, artistique et comique, 1re année, no 4, jeudi 19 mars 1868, sous le titre  « Romantisme » : Hugo est représenté comme le porte-drapeau du Romantisme, dans un décor médiéval. Ses dessins paraissent dans le journal La Rue de son ami Jules Vallès, ainsi que dans des journaux satiriques comme le Monde illustré (1880), L'Éclipse. Il publie aussi un seul numéro de sa propre revue intitulée La Fronde illustrée, journal satirique hebdomadaire qui paraît le 27 avril 1871.
Il est proche de l'éditeur Alfred Cadart : il produit, entre autres, sept gravures et le frontispice pour L'Illustration nouvelle (1868-1881) et deux gravures pour l'album L'Eau forte en... (1874-1881) : il fut l'un des correspondant londonien de la Société des peintres-graveurs à l'eau forte.
Dans My Days of Adventure, the fall of France, 1870-71, Ernest Alfred Vizetelly qui avait engagé Montbard comme dessinateur, raconte que : « Montbard à cette époque était un Républicain, en fait un futur Communard, et je savais qu’il n’appréciait guère sa présentation virtuellement forcée à celui que l’on appelait Badinguet. Pourtant, il se contraint à une politesse parfaite  et autorisa l’Empereur à consulter les dessins qu’il avait fait. Une représentation théâtrale était prévue au Château ce soir là et il avait déjà été convenu que Montbard couvrirait l’événement. Il y eut quelque peu d’embarras car M. de la Ferrière  n’aimait pas l’apparence de sa barbe révolutionnaire, un signe, dit-il, qui devait gravement alarmer l’Empereur. Pourtant, Montbard, indigné, refusa de la raser et dix mois plus tard, les barbes révolutionnaires furent prédominantes, le pouvoir et la pompe de l’Empire ayant été balayés par les désastres de l’invasion ».
Il s'engagea donc activement dans la Commune de Paris en 1871. Il est l'auteur, avec le caricaturiste Lefman, d'une parodie de la Marseillaise : La Versaillaise où il attaque Thiers et les beuglants de Versailles. Son ami le dessinateur André Gill l’a même cru mort sur le champ de bataille. Mais en fait Montbard prit effectivement part à la Commune, se réfugia ensuite à Londres pour échapper à la répression versaillaise. De là, il adressait ses dessins au Monde illustré et à L'Éclipse.

## L'exil à Londres
Il collabora ainsi à de nombreux périodiques londoniens. Même après l’amnistie de 1880, Montbard resta à Londres où il se maria.
En 1872, il illustre pour The Illustrated London News, les émeutes en Irlande.  On lui doit ainsi le portrait de Thomas Binney (Benny) signé Charles Augute Loye, aquarelle, publiée dans Vanity Fair 12 octobre 1872
Sa caricature de Gambetta pour Vanity Fair du 19 octobre 1872, porte ce commentaire : « He devoured France with activity ».
Henri Bellenger fait paraître Londres pittoresque et la vie anglaise avec huit dessins hors texte par Montbard en 1876.
Il vit au 3 Augustus Square à Londres, dans le Middlesex, d’après le recensement de 1891 sous le nom de George Montbard. Il a épousé la très jeune Alice, de vingt ans sa cadette, née à Londres en 1861, sans profession. Il semble qu’une petite Madeleine soit née en 1882 à la même adresse.
On peut penser qu’en cette année 1882, il ait côtoyé Vincent van Gogh, qui travaillait comme Montbard pour le London Illustrated News. 
L’art est  aussi, pour Montbard, une occasion de partager ses opinions politiques. Ainsi en 1889, il conclut dans L’Ennemi : "Delenda est Germania, si vult vivere Gallia". Ce que l'on pourrait traduire par l’Allemagne doit être anéantie pour que vive la France.
Dans le livre The case of John Bull in Egypt, The Transvaal, Venezuela and elsewhere (London, Hutchinson Press), Charles Auguste Loye, se plaît à commenter la politique de l'Empire Britannique sous la forme d'une aimable discussion entre France et John Bull. 
Montbard ne se cantonne pas au dessin et à l’aquarelle, il peint aussi à l’huile. On trouve d’ailleurs encore quelques toiles sur le marché anglais. Il a beaucoup voyagé en particulier au Maghreb. Cette époque est aussi celle des débuts de la photographie qui vient concurrencer l'illustration artistique. C'est pourquoi, avec humour néanmoins, Montbard écrit dans son livre, Voyage à travers le Maroc : « Ce misérable appareil photographique d'Ingram, combien l’ai-je maudit... plus tard. Que de fois ai-je lancé l'anathème contre ce pseudo-artiste, cet automate en bois de chêne ou d'acajou, cet espion maladroit, à la fois myope et presbyte, voyant faux à travers l'arrangement compliqué de ses lentilles concaves et convexes, infestant aujourd'hui le Royaume-Uni de ses reproductions blafardes, de ses copies mortes, pervertissant le goût du public et donnant comme dernière expression de l'art, comme critérium du beau et du vrai, un calque bête, une image déformée et lugubre d'êtres et de choses ».
En 1896, il illustre le livre de Rudyard Kipling The Eathen dans la collection Carpenter Kipling (ed. C. Arhtur Pearson, 1896) et collabore à la revue Le Monde moderne (Paris, Maison Quantin) à laquelle il envoie des feuilletons illustrés par ses soins.
Sa sépulture se trouve au cimetière de Dinard, ville où son épouse habite, à La Vicomté, Ker Loïs.

## Galerie

Choix de gravures signées G. Montbard
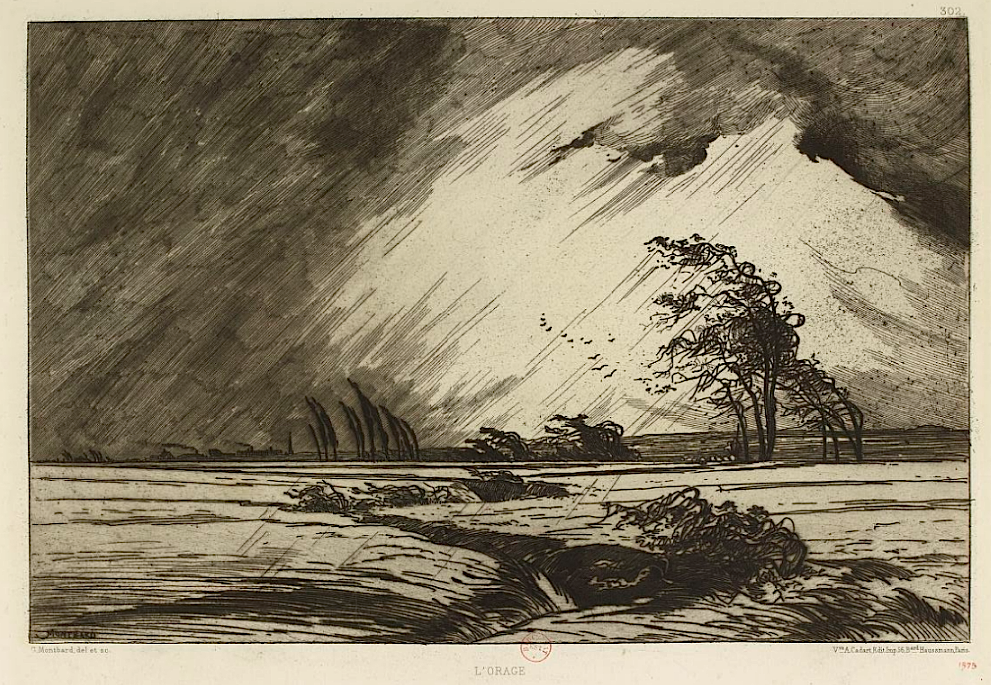
L'Orage (eau-forte, 1875)
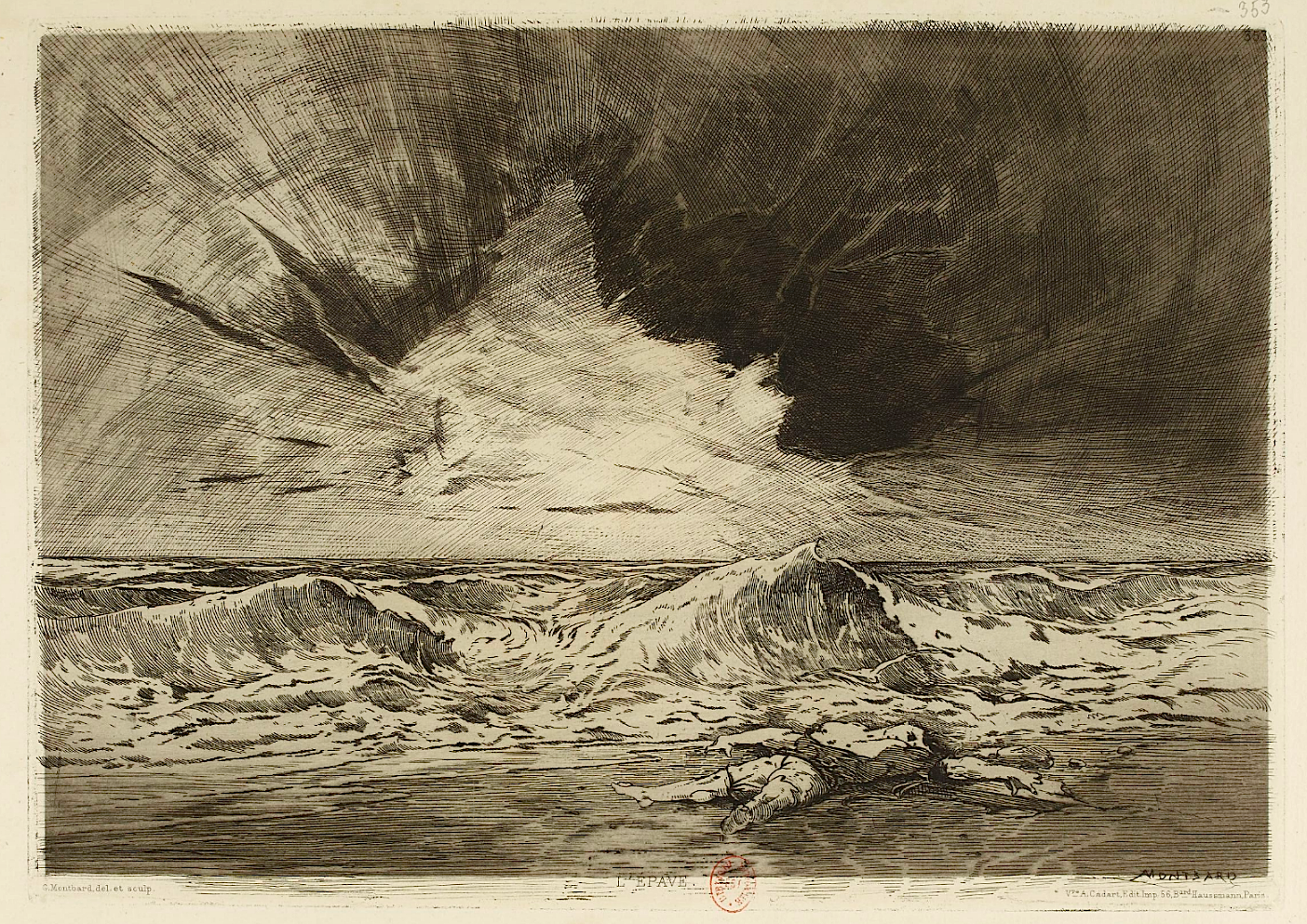
L'Épave (eau-forte, 1876)
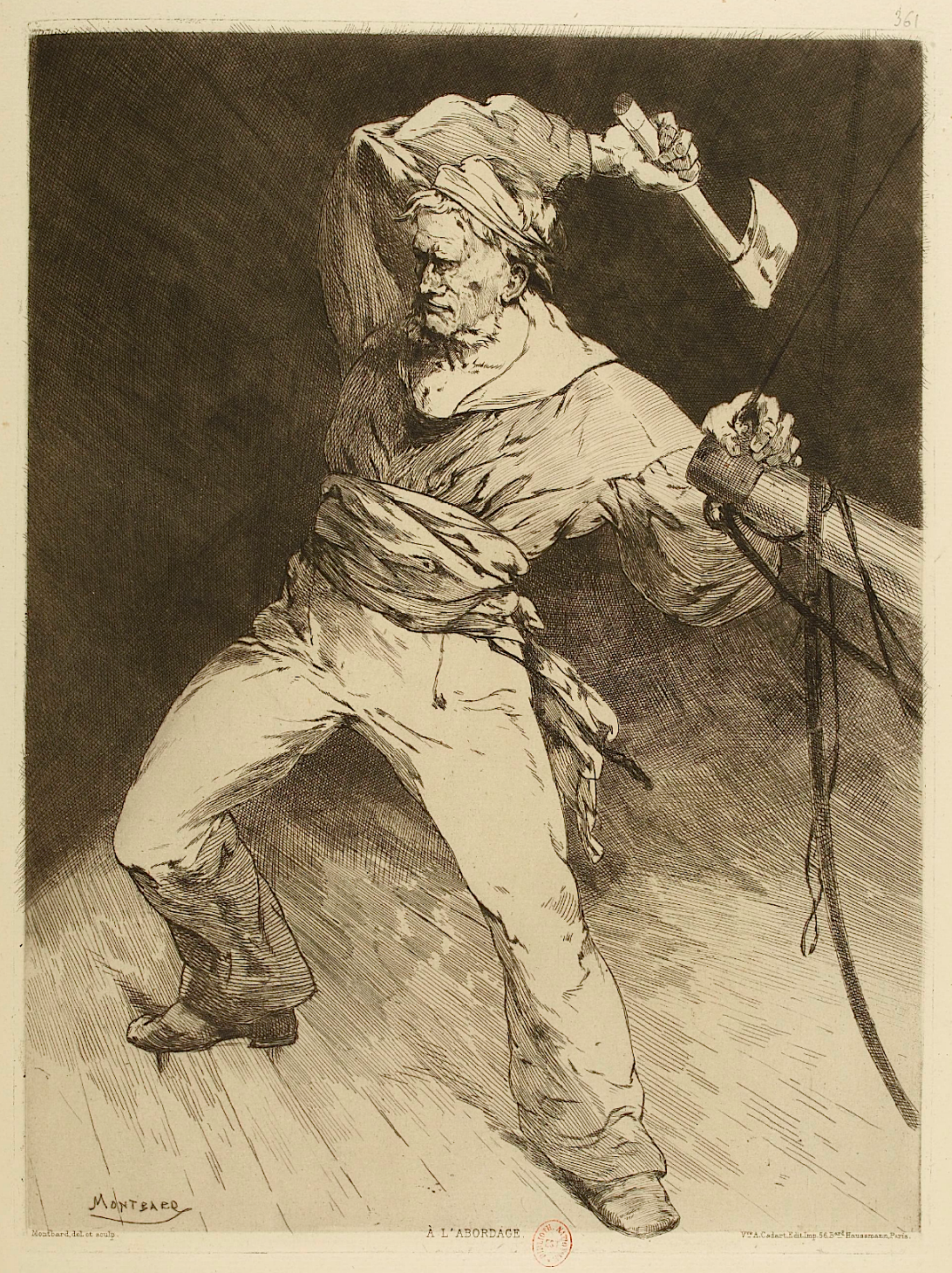
À l'abordage (eau-forte, 1876)
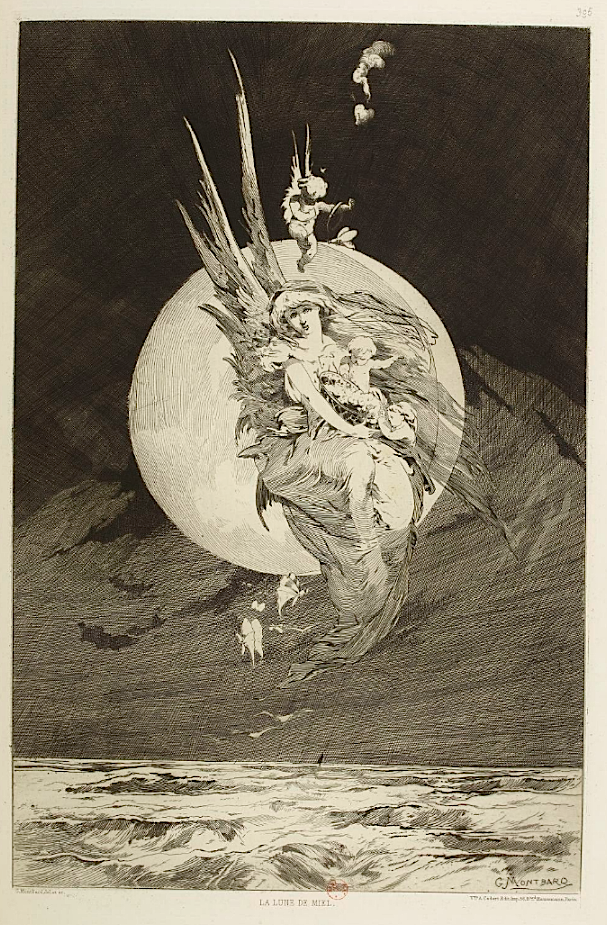
La Lune de miel (eau-forte, 1877)
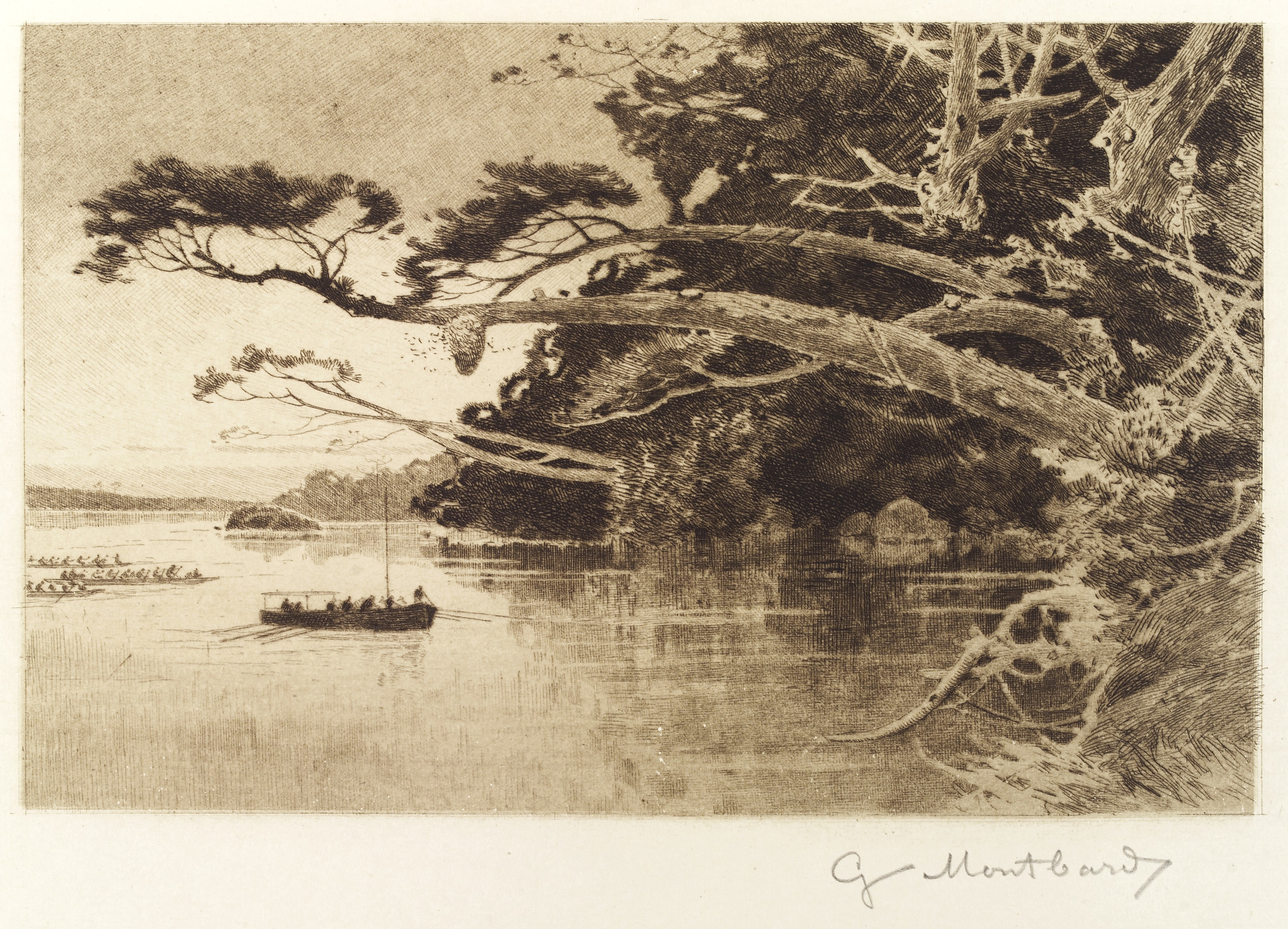
Wasp's Nest on the Aruwimi River, eau-forte pour In Darkest Africa de Henry Morton Stanley (1890).

## Citations
- Ernest Alfred Vizetelly disait de lui : « M. Montbard,  habituellement connu sous le nom d’Apollon dans le Quartier Latin où il fait les délices des habitués du Bal Bullier par un style chorégraphique en regard duquel les qualités avérées des danseurs du Moulin Rouge sombrent dans l’insignifiance »[5].

- Son ami André Gill dans ses Correspondances et mémoires d’un caricaturiste écrit à Jules Valles :

« Je viens de voir Montbard. Toujours un peu canotier. De la Marne autrefois, il l’est aujourd’hui de la Tamise. Mais c’est un bon garçon. Et il a gagné du talent. Véritablement. J’en suis tout étourdi. Je ne connais guère personne à Paris qui fasse mieux que lui ces croquis d’observation qu’il rapporte de Londres. Pourquoi votre volume de La Rue Anglaise (ce volume ne paraîtra qu’en 1884) terminé, ne songeriez-vous pas à le faire publier avec des illustrations de Montbard ? Je crois que cela donnerait un bel ensemble »

## Publications
- G. Montbard, En Égypte: Notes et Croquis d’un Artiste, Paris, Librairie illustrée, 1892, (lire en ligne)
- G. Montbard, The Land of the sphinx, New York, Dodd & Mead, 1894 (lire en ligne)
- G. Montbard, Among the Moors: Sketches of Oriental Life, S. Low, Marston & co., 1894 (lire en ligne)
- G. Montbard, The Case of John Bull in Egypt, The Transvaal, Venezuela and elsewhere , London, Hutchinson, 1896 (lire en ligne)